# NGC 438
NGC 438 је спирална галаксија у сазвежђу Вајар која се налази на NGC листи објеката дубоког неба.
Деклинација објекта је - 37° 54' 5" а ректасцензија 1h 13m 34,3s. Привидна величина (магнитуда) објекта NGC 438 износи 12,8 а фотографска магнитуда 13,6. NGC 438 је још познат и под ознакама ESO 296-7, MCG -6-3-29, IRAS 01112-3810, PGC 4406.